# Ирджан
Ирджан или Агриджан (на гръцки: Αρίσβη, Арисви) е село в Западна Тракия, Гърция, дем Марония-Шапчи.

## География
Селото е разположено на 18 километра югоизточно от Гюмюрджина.

## История
При избухването на Балканската война в 1912 година 1 човек от Ирджан е доброволец в Македоно-одринското опълчение.

## Личности
Родени в Ирджан
- Георги Петков, македоно-одрински опълченец, четата на Кръстьо Българията, нестроева рота на 6-а охридска дружина[2]